# Wendy and Lucy
Wendy and Lucy è un film del 2008 diretto da Kelly Reichardt, tratto dal racconto Train Choir di Jon Raymond, adattato per il cinema dall'autore stesso con la regista.
È stato presentato nella sezione Un Certain Regard del 61º Festival di Cannes.

## Riconoscimenti
- Independent Spirit Awards 2009
  - Candidato per il miglior film
  - Candidato per la miglior attrice protagonista (Michelle Williams)